# Liberland

Liberland se situa al territori de color verd, anomenat "Siga" al mapa. Els territoris en groc són reclamats tant per Croàcia com per Sèrbia.

Liberland, oficialment República Lliure de Liberland, (txec: Svobodná republika Liberland, anglès: Free Republic of Liberland) és una micronació autoproclamada independent, situada entre Croàcia i Sèrbia, a la riba dreta del Danubi. La proclamació de sobirania fou duta a terme per Vít Jedlička el 13 d'abril de 2015. La superfície del territori és de 7 km².

## Història
La web oficial de Liberland afirma que l'estat podria ser creat a causa de la disputa territorial entre Croàcia i Sèrbia. Des de la Guerra de Iugoslàvia alguns territoris fronterers de la zona han estat motiu de disputa entre tots dos països, com ara l'Illa de Vukovar o l'Illa de Šarengrad. Malgrat això, uns quants d'ells quedaren sense reclamar. Així Jedlička interpretà que la zona era terra nullius, "terra de ningú", i que per tant Liberland no interfereix en la sobirania de cap dels països. La micronació fou declarada el 13 d'abril de 2015 en el territori més extens d'aquest conjunt de terrenys sense reclamacions territorials, conegut com a Gornja Siga.
Durant la primera setmana de vida de l'estat rebé unes 200.000 peticions de ciutadania. El 9 de maig de 2015 el president fou arrestat a Croàcia per creuament il·legal de frontera internacional. La policia croata no ha permès que ningú creuara fins al país. Vit Jedlicka esperà el 2017 el reconeixement de Liberland com a país per part de l'aleshores president dels Estats Units d'Amèrica Donald Trump.

## Idea
La motivació de Jedlička, membre del Partit dels Ciutadans Lliures txec, és de crear un estat sobirà sota els principis del liberalisme, inspirat segons ell en el model de Mònaco, Liechtenstein o Hong Kong. La divisa del país és "Viure i deixar viure" (txec: Žít a nechat žít). En la informació bàsica de la micronació es descriuen els requisits per ser ciutadà de Liberland, els quals deixen fora tothom amb passat comunista, nazi o extremista.